# Dvorac Lužnica
Dvorac Lužnica barokni je dvorac smješten u Lužnici – prigradskom naselju Zaprešića. Izgrađen je u drugoj polovici 18. stoljeća i primjer je višekrilnog otvorenog dvorca kakve nalazimo i u Hrvatskom Zagorju. Danas ima status spomenika prve kategorije 
 i zaštićeno je kulturno dobro.
U vlasništvu je Družbe sestara milosrdnica sv. Vinka Paulskog, a u prostorijama dvorca djeluje Duhovno-obrazovni centar Marijin dvor koji vode časne sestre.

## Povijest

### Vlasnici dvorca
Dvorac je građen u drugoj polovici 18. stoljeća, vjerojatno na mjestu nekadašnjeg kaštela te se nalazi u mjestu Lužnica, na prijelazu savske doline u Marijagoričko pobrđe, nekoliko kilometara zapadno od Zaprešića. 
Prvi vlasnik imanja Lužnica bila je plemićka obitelj Čikulin, podrijetlom iz Italije. U 18. stoljeću imanje Lužnica dijeli se između Ivana Franje Čikulina, posljednjeg potomka obitelji Čikulin, i obitelji Moscon.  Obitelj Moscon otkupljuje cijeli posjed te ga dobiva Maksimilijana Moscon. Njezin suprug, podžupan Ivan Hyacinthy oporučno ostavlja Lužnicu zagrebačkom Kaptolu. Međutim, njegov postupak osporava Maksimilijanina sestra Julijana Sermage koja vodi parnicu protiv Kaptola. Konačno, Lužnica dolazi u posjed Pavla Raucha. 
Pavao Rauch preuredio je dvorac, a vjerojatno ga je i dao ponovo sagraditi 1791. godine – godine koja je urezana na stepenicu glavnog drvenog stubišta unutar dvorca. Datacija dvorca u drugu polovicu 18. stoljeća temelji se prema toj godini sa stubišta te prema povelji o posveti kapele sv. Križa u jugoistočnom krilu dvorca koja je iz 1761. godine.
Lužnica postaje glavno sjedište obitelji baruna Rauch, a o vlasništvu svjedoči i obiteljski grb baruna Raucha na kaljevoj peći u glavnom salonu dvorca.
Od 1925. godine dvorac i imanje Lužnica dolaze u vlasništvo Družbe sestara milosrdnica sv. Vinka Paulskog te tako ostaje sve do danas. Od 1928. godine uz dvorac se veže i ime "Marijin dvor".

### Namjena građevine kroz povijest i danas
Prvotna funkcija dvorca Lužnica bila je rezidencijalna, odnosno dvorac je bio namijenjen reprezentativnom stanovanju plemićkih obitelji (Čikulini, Rauch).
Nakon što je prešao u vlasništvo sestara milosrdnica, dvorac Lužnica počeo se koristiti kao smještaj i odmaralište za bolesne i starije sestre. Od 1935. godine neko je vrijeme bio korišten i za zbrinjavanje siromašne djece, a ubrzo i za mnoge odgojne i obrazovne sadržaje u organizaciji sestara milosrdnica, poput ženske gospodarsko-domaćinske škole pokrenute 1940. godine, dječjeg vrtića te satova pjevanja i sviranja.  
Godine 2005. pored dvorca se gradi i Dom za umirovljene časne sestre.
Godine 2007. otvoren je Duhovno-obrazovni centar Marijin dvor koji organizira duhovne i edukacijske programe pod vodstvom sestara milosrdnica. Prostorije dvorca danas su prilagođene modernim zahtjevima održavanja skupova i seminara te stavljene na raspolaganje i široj zajednici grada Zaprešića i okolice.

### Restauracije
Kao projekt Ministarstva kulture dvorac je doživio šestogodišnju obnovu koja je završena 2007. godine. Tijekom obnove zamijenjeno je krovište i sanirane su neke pukotine, čime je spriječeno daljnje propadanje. Što se unutrašnjosti dvorca tiče, većina je prostorija prenamijenjena.

## Stilska obilježja

### Vanjski izgled dvorca
Dvorac Lužnica jednokatni je trokrilni barokni dvorac s rizalitno istaknutom središnjom dvoranom. Bočnim krilima jednake duljine dvorac se otvara prema dvorištu. Poput mnogih baroknih dvoraca sjeverozapadne Hrvatske građen je pod utjecajem austrijskog baroka.   
Sjeverno i južno pročelje dvorca gotovo su jednako oblikovani, razlikuju se jedino po veličini - južno pročelje veće je od sjevernoga. Dvorac također krase četiri ugaone kule cilindričnog oblika sa stožastim krovovima, koje su imale stambenu, a ne fortifikacijsku funkciju. Dvorac je otvorenog tipa te ga okružuje perivoj nastao krajem 18. stoljeća, površine osam hektara s bogatom vegetacijom, uređenom šetnicom dužine dva i pol kilometra, jezerom i sjenicama.

### Unutrašnjost dvorca
Dvorac ima dvije etaže; prizemlje i prvi kat koji su u prošlosti bili funkcionalno i klasno podijeljeni. Prizemlje i podrum dvorca Lužnica služili su za poslugu i za gospodarske potrebe, dok je prvi kat služio kao stambeni prostor vlasniku dvorca, odnosno plemićkoj obitelji. Sama namjena prostorija objašnjava razliku u izvedbi:  dok su svodovi prizemlja šturi i nedekorirani, na svodovima prvog kata mogu se uočiti naznake zidnih oslika. Dvije etaže bile su povezane drvenim stubištem koje se nalazi u predvorju. Na prvom katu središnje i najvažnije mjesto u samom dvorcu zauzima glavni salon – reprezentativna prostorija za društvena okupljanja.

#### Kapela i oltar sv. Križa
Nakon salona, po važnosti se ističe i manja prostorija religijske namjene  –  Kapela svetog Križa s očuvanim kasnobaroknim inventarom. Nalazi se u uglu jugoistočnog krila dvorca. U kupolasto nadsvođenoj kapeli smješten je oltar sv. Križa, koji je primjer barokne ideje Gesamtkunstwerka - sinteze arhitekture, skulpture i slikarstva. Oltar je od polikromiranog drva i nosi oltarnu sliku koja prikazuje temu Raspeća. Oltar sv. Križa u kapeli sv. Križa nastao je u kasnobaroknom periodu i može se smatrati primjerom rokokoa zbog upotrebe motiva rocaillea.
Od ostalog dvorskog inventara, navodi Obad Šćitaroci, "sačuvano je nekoliko kaljevih peći iz druge polovice 19. stoljeća, kamena balustrada na stubištu i četiri kasnobarokna ugrađena ormara u glavnoj dvorani s rezbarenim vratima i florealnim ukrasima na dovratnicima."

## Zaštita
Pod oznakom Z-2789 zaveden je kao nepokretno kulturno dobro - pojedinačno, pravna statusa zaštićena kulturnog dobra, klasificirano kao "sakralna graditeljska baština".

## Galerija
- Jugozapadno krilo dvorca Lužnica, pogled iz parka
- Oltar sv. Križa u kapeli Sv. Križa, unutar dvorca Lužnica
- Rizalitni istak južnog pročelja dvorca Lužnica
- Rizalit sjevernog pročelja dvorca Lužnica

## Vanjske poveznice
- Duhovno-obrazovni centar Marijin dvor, Internet stranice dvorca Lužnica
- Dvorac Lužnica, Zaprešić  Arhivirana inačica izvorne stranice od 17. veljače 2021. (Wayback Machine)
- Dvorac Lužnica  Arhivirana inačica izvorne stranice od 6. ožujka 2016. (Wayback Machine)